# 王海藩
王海藩（1939年7月—），男，浙江宁波人，生于上海，中国工程师，曾任第八、九届全国政协委员。